# Salonta (sit SCI)
Salonta este o arie protejată (sit de importanță comunitară — SCI) din România, desemnată în scopul protejării biodiversității și menținerii într-o stare de conservare favorabilă a florei spontane și faunei sălbatice, precum și a habitatelor naturale de interes comunitar aflate în arealul zonei de protecție. Aceasta este întinsă pe o suprafață de 3.792,3 ha, integral pe uscat.

## Localizare
Centrul sitului Salonta este situat la coordonatele 46°45′49″N 21°32′28″E / 46.763597°N 21.541008°E. Situl se întinde pe teritoriile administrative ale comunelor Ciumeghiu și Mădăras; și pe cel al municipiului Salonta din județul Bihor.

## Înființare
Situl Salonta a fost declarat sit de importanță comunitară (ROSCI0387) în septembrie 2011 pentru a proteja popândăul european (Spermophilus citellus), o specie de mamifer rozător.

## Biodiversitate
Situată în ecoregiunea panonică, aria protejată include un habitat protejat: Pajiști și mlaștini sărăturate panonice.
Pe lângă mamiferul aflat la baza desemnării sitului, pe teritoriul acestuia au mai fost identificate 15 specii floristice ocrotite la nivel european; astfel: albăstriță (Centaurea rocheliana), coada șoricelului (Achillea setacea),  scaete (Dipsacus laciniatus), morcov sălbatic (Daucus carota), pelin (Artemisia santonicum), ipcarigele (Gypsophila muralis), orzul țiganului (Hordeum hystrix), sică (Limonium gmelinii), raigras (Lolium perenne), troscot (Polygonum aviculare), iarbă grasă (Portulaca oleracea), bălănică (Puccinellia distans), măzăriche (Vicia grandiflora), ghimpe (Xanthium spinosum) și cornuț (Xanthium strumarium).